# Iris Völkner
Iris Völkner, född den 16 oktober 1960 i Hamburg i Tyskland, är en västtysk roddare.
Hon tog OS-brons i tvåa utan styrman i samband med de olympiska roddtävlingarna 1984 i Los Angeles.